# Żelazna Góra (gromada)
Żelazna Góra – dawna gromada, czyli najmniejsza jednostka podziału terytorialnego Polskiej Rzeczypospolitej Ludowej w latach 1954–1972.
Gromady, z gromadzkimi radami narodowymi (GRN) jako organami władzy najniższego stopnia na wsi, funkcjonowały od reformy reorganizującej administrację wiejską przeprowadzonej jesienią 1954 do momentu ich zniesienia z dniem 1 stycznia 1973, tym samym wypierając organizację gminną w latach 1954–1972.
Gromadę Żelazna Góra z siedzibą GRN w Żelaznej Górze utworzono – jako jedną z 8759 gromad na obszarze Polski – w powiecie braniewskim w woj. olsztyńskim na mocy uchwały nr 11 WRN w Olsztynie z dnia 4 października 1954. W skład jednostki weszły obszary dotychczasowych gromad Żelazna Góra, Krasnolipie i Jarocin oraz miejscowości Banowski Młyn, Krzewno, Nowota i Murawka z dotychczasowej gromady Krzewno ze zniesionej gminy Wola Lipowska, a także obszary dotychczasowych gromad Wilki i Pęciszewo ze zniesionej gminy Nowa Pasłęka, w tymże powiecie. Dla gromady ustalono 12 członków gromadzkiej rady narodowej.
31 grudnia 1967 z gromady Żelazna Góra wyłączono dwie części obszaru PGR Jachowo (61 + 17 ha) oraz części obszarów PGR Wyszkowo i PGL nadleśnictwo Rogity (razem 422 ha), włączając je do gromady Bieńkowo w tymże powiecie; do gromady Żelazna Góra włączono natomiast część obszaru PGR Żelazna Góra (36 ha) z gromady Bieńkowo oraz część obszaru PGL nadleśnictwo Rogity (85 ha) z gromady Braniewo w tymże powiecie.
Gromada przetrwała do końca 1972 roku, czyli do kolejnej reformy gminnej.